# 安徽料理
安徽料理（あんきりょうり、中国語：安徽菜 Ānhuī cài、徽菜 Huī cài、皖菜 Wǎn cài）は、中華人民共和国安徽省の郷土料理。中華料理の八大菜系のひとつに挙げられる。

## 概要
中国の中部に位置する安徽省は海に面しておらず、南部には山が多く、中部・北部は長江・淮河の流域として淮北平原を形成し、低湿地が多いという地理的な特徴がある。このため、山で採れる山野草、茶、筍、キノコ、野生動物や、川魚、スッポンなどの淡水産の食材を使う特徴がある。発酵食品が多く、匂いが強いのも特徴である。
省南部の黄山の東南にある徽州を発祥の地とする味が濃く、比較的油を多く使い、とろみを付けてこってりした料理が代表的なものとして知られる。ただし、カエルのスープなど塩味だけのあっさりしたものもある。現在の省都である合肥市周辺の料理の味付けは、同じく江南に位置する江蘇省の淮揚料理と通じ、省内では比較的甘い味付けとなっている。また、北部の蚌埠市周辺では唐辛子・コリアンダーや醤油を多用する辛く濃厚な味の料理が存在し、省内でも異なっている。このため、南から順に、徽州菜、沿江菜、沿淮菜という3つの地方料理に下位分類される。
現在は炒め物、揚げ物も一般的であるが、徽州の伝統的な料理は煮物、蒸し物として作られているものが多い。独特の調理法として、滑燒と呼ばれる、下味や油通しなどをせずに、強熱した中華鍋に材料と合わせ調味料を同時に入れて、2分間ほどで一気に煮炒めする手法がある。

## 歴史
南部の徽州は「徽商」と呼ばれる商人によって東晋時代より発展してきた地であり、古い町が散在している。徽商は茶、生薬などの地元の商品を売り、揚州の商人から塩や布地などの商品を買い入れて流通させた。商業の発展に伴って生活水準が上がると文人も育ち、生薬に対する知識を持つ者も集まったことから、医食同源の薬膳に通じる、体に良い物を食べようとする気風が生まれた。このため、ブタの内臓を生薬と共に煮込む料理などが広く食べられている。
冠婚葬祭の場に用いられる正式な宴会料理では、六六制や八八制と呼ばれる、冷菜・温菜・メイン料理を6つずつ、または8つずつ用意するという風習がある。

## 主な料理

### 徽州菜
- 火腿燉甲魚 - 中国ハムとスッポンの煮込み
- 花菇石鶏 - 椎茸とスピノーザトゲガエルの蒸し物
- 黄山燉鴿 - 黄山の鳩煮込み
- 腌鮮鱖魚（臭鱖魚） - 塩漬けケツギョの煮物
- 雪冬燒山鶏 - タケノコとキジの醤油煮
- 冬筍麂絲 - タケノコとキョンの細切り炒め
- 紅燒果子貍 - ハクビシンの醤油煮
- 徽州丸子 - ミートボールのもち米蒸し
- 涇県琴魚 - 涇県のヨシノボリ類 (Ctenogobius giurinus) の茶葉煮
- 臭桂魚（中国語版） - 発酵させたケツギョを使った魚料理[1]。

### 沿江菜
- 奶汁肥王魚 - レイオカッシス・ロンギロストリス（Leiocassis longirostris。ギギ科）の白濁スープ
- 毛峰熏鰣魚 - ジギョの黄山毛峰茶いぶし
- 李鴻章大雜燴 - 李鴻章のごった煮
- 包公魚 - 包拯魚
- 紅燒鱅魚 - コクレンの醤油煮

### 沿淮菜
- 符離集燒鶏 - 丸揚げ鶏の薬草煮
- 葡萄魚 - アオウオの唐揚げ葡萄ソースがけ
- 糯果鴨條 - アヒルと銀杏ともち米の蒸し物

### 食材
- 毛豆腐（中国語版） - 白いカビで覆われた発酵豆腐[1]。

## 他地方での普及
安徽省は中国各地の大都市に工場労働者やメイドを輩出している地であるが、安徽料理専門のレストランは中国においてもごく希であり、中国国外においては希有といってよい。